# Uri (Fahrzeugmarke)

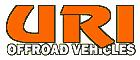
Logo von Uri Offroad Vehicles

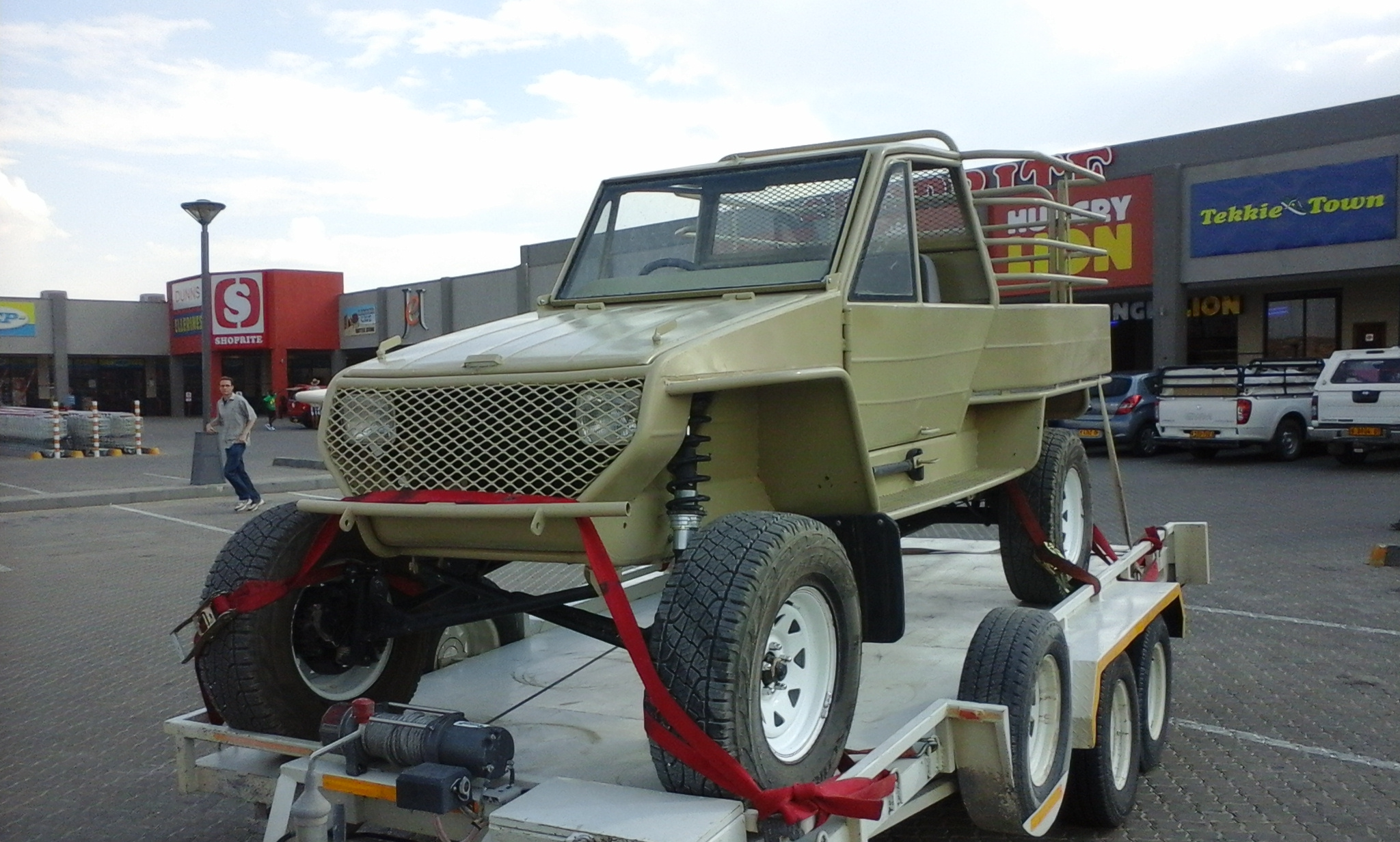
Uri

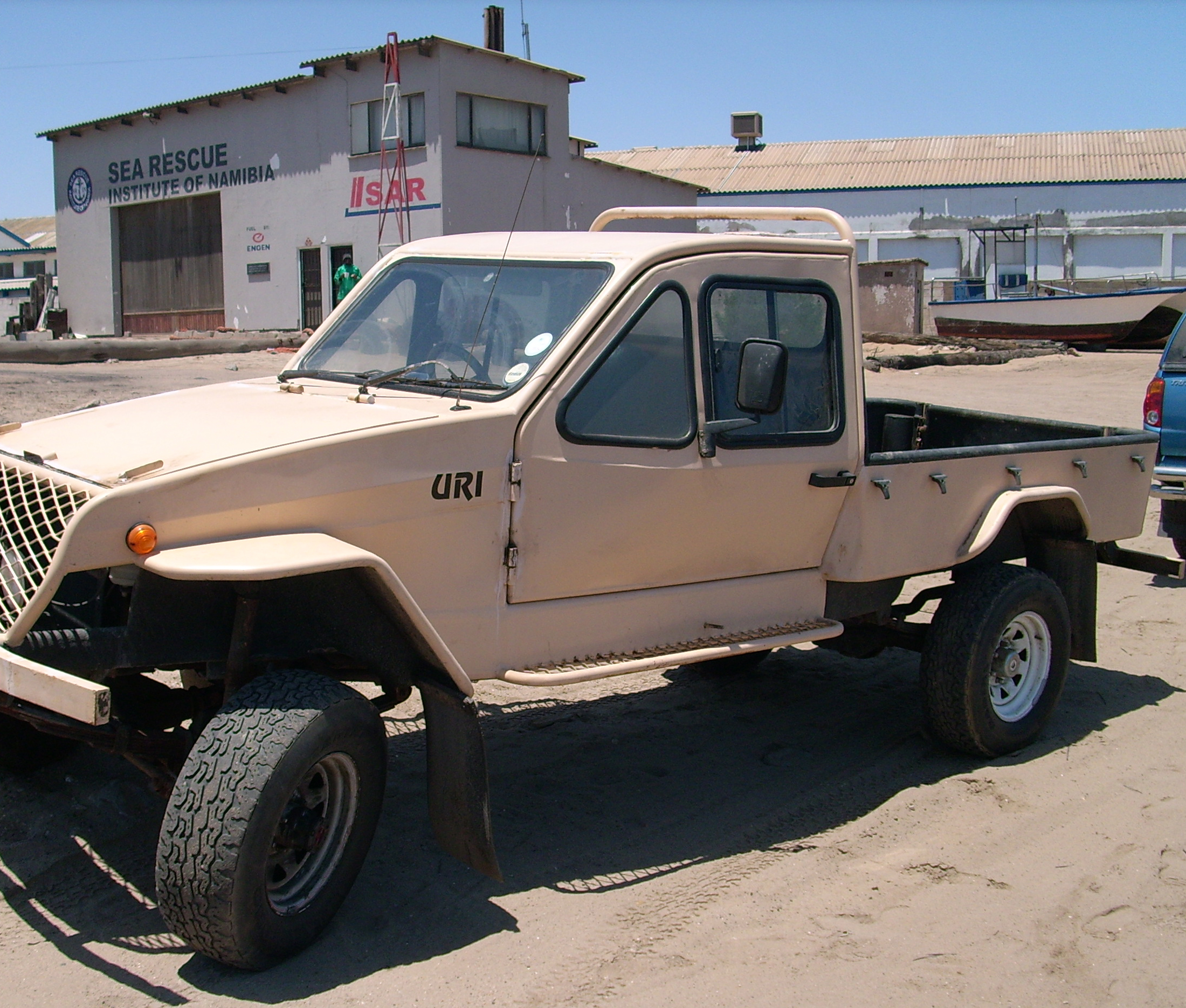
Uri in Walvis Bay (2007)

Uri ist eine afrikanische Fahrzeugmarke.

## Markengeschichte
Der Farmer Ewert Smith fertigte Geländewagen mit dem Markennamen Uri, zunächst ab 1995 auf Bestellung und ab Oktober 1999 in Serie. Die Firmierung und der Produktionsort wechselte mehrfach. So ist für das Jahr 2000 Uri Off Road Vehicles Ltd. aus dem Damaraland, für 2001 der Ort Witvlei sowie für 2005 Uri Offroad Vehicles (Pty) Ltd aus Windhoek überliefert. Die gespeicherten Versionen der Internetseite der Unternehmen geben vom 10. August 2001 bis zum 30. September 2002 Uri Offroad Vehicles (Pty) Ltd. und vom 11. April 2003 bis zum 25. Juni 2007 Uri Holdings (Pty) Ltd. an. 2005 wurde bekannt, dass in Südafrika eine Lizenzfertigung stattfand – eine andere Quelle gibt als Starttermin für die südafrikanische Produktion den Februar 2004 an. Etwa 2007 endete die Produktion in Namibia.
Uri Vehicle Manufacturing (Pty) Ltd. aus dem südafrikanischen Pretoria, die zur Rüstungsunternehmen Ivema gehörten, setzte die Produktion ab etwa 2007 fort. Die Internetseite von Uri Vehicle Manufacturing gibt an, dass Ngwane Ordinance 2006 die Hauptanteile an Uri übernahm, es der Ngwane Defense Group einordnete und 2008 neue Fabrikanlagen mit 2600 m² Größe im Osten von Pretoria bezog. C. Stockenström war Vorstandsmitglied. Ende April 2014 wurde dieses Unternehmen aufgelöst.
Step It-Up Service Solutions erwarb im März 2015 die Markenrechte, gründete Uri Purposley Built Vehicles (Pty) Ltd. (auch Uri Purposely Built Vehicles (Pty) Ltd. geschrieben) mit Sitz in Rustenburg und setzt die Produktion fort. Derzeit (Stand Dezember 2024) hat das Unternehmen seinen Sitz in George in Südafrika.

## Hersteller
Nachstehend die Firmierungen der verschiedenen Hersteller laut den deutschen Autokatalogen. Andere Quellen weichen teilweise davon ab.
| Jahr der Angabe | Firmierung                           | Sitz                | Quelle |
| --------------- | ------------------------------------ | ------------------- | ------ |
| 2001            | Uri Off Road Vehicles Ltd.           | Witvlei, Namibia    | [ 4 ]  |
| 2002            | Uri (Pty) Ltd.                       | Witvlei, Namibia    | [ 14 ] |
| 2003            | Uri (Pty) Ltd.                       | Witvlei, Namibia    | [ 15 ] |
| 2004            | Uri Off Road Vehicles (Pty) Ltd.     | Windhoek, Namibia   | [ 16 ] |
| 2005            | Uri Offroad Vehicles (Pty) Ltd.      | Windhoek, Namibia   | [ 9 ]  |
| 2006            | Uri Offroad Vehicles Ltd.            | Pretoria, Südafrika | [ 17 ] |
| 2007            | Uri Vehicle Manufacturing            | Pretoria, Südafrika | [ 10 ] |
| 2008            | Ivema (Pty) Ltd.                     | Pretoria, Südafrika | [ 18 ] |
| 2009            | Ivema (Pty) Ltd.                     | Pretoria, Südafrika | [ 19 ] |
| 2010            | URI Vehicle Manufacturing (Pty) Ltd. | Pretoria, Südafrika | [ 20 ] |
| 2011            | URI Vehicle Manufacturing            | Pretoria, Südafrika | [ 21 ] |
| 2012            | Ivema (Pty) Ltd.                     | Pretoria, Südafrika | [ 22 ] |
| 2013            | Ivema (Pty) Ltd.                     | Pretoria, Südafrika | [ 23 ] |

## Fahrzeuge

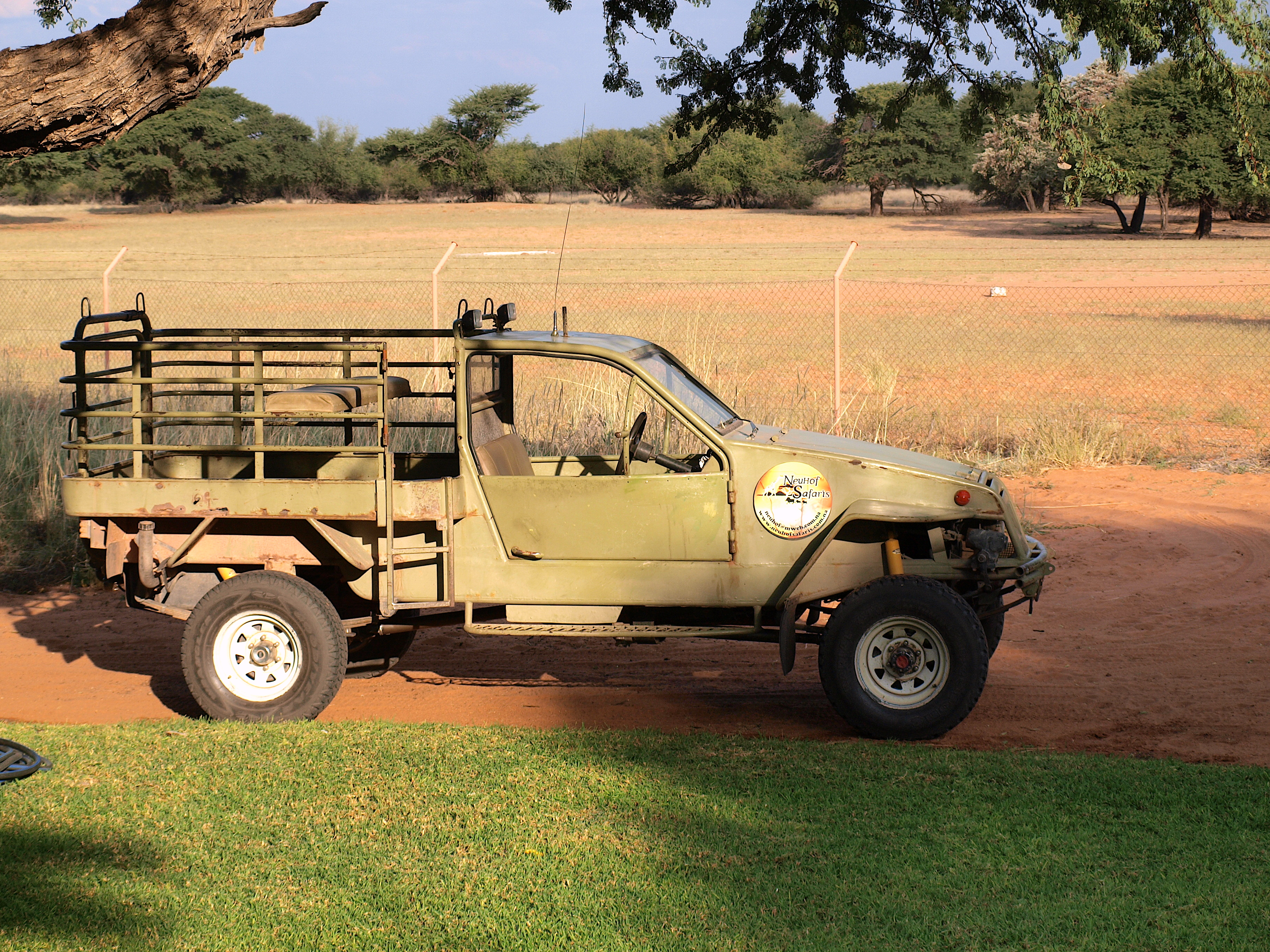
URI im Einsatz auf einer Farm in Namibia (2013)

Im Angebot stehen Geländewagen, die oftmals als Pick-ups karosseriert sind. Die Basis bildet ein stabiler Rohrrahmen. Darauf wird eine selbsttragende Karosserie montiert. Anfangs hatten die Fahrzeuge nur Zweiradantrieb, später auch Allradantrieb. Verschiedene Otto- und Dieselmotoren treiben die Fahrzeuge an, die überwiegend von Toyota kommen, laut einer Quelle anfangs auch von Peugeot.
Das Unternehmen nennt im Jahre 2016 drei verschiedene Motoren: Einen Vierzylinder-Dieselmotor mit 92 mm Bohrung, 92 mm Hub, 2446 cm³ Hubraum mit 55 kW Leistung, einen Fünfzylinder-Dieselmotor mit 99,5 mm Bohrung, 96 mm Hub, 2986 cm³ Hubraum und 67 kW Leistung sowie einen Vierzylinder-Ottomotor mit 91 mm Bohrung, 86 mm Hub, 2237 cm³ Hubraum und 70 kW Leistung. Die Fahrzeuge sind bei 315 cm Radstand 485 cm lang, 168 cm breit und 185 cm hoch. Das Leergewicht ist mit 1690 kg angegeben.
Verschiedene Nutzfahrzeug-Aufbauten sind erhältlich. Personenkraftwagen sind nicht überliefert.